# Bielefeld-Verschwörung

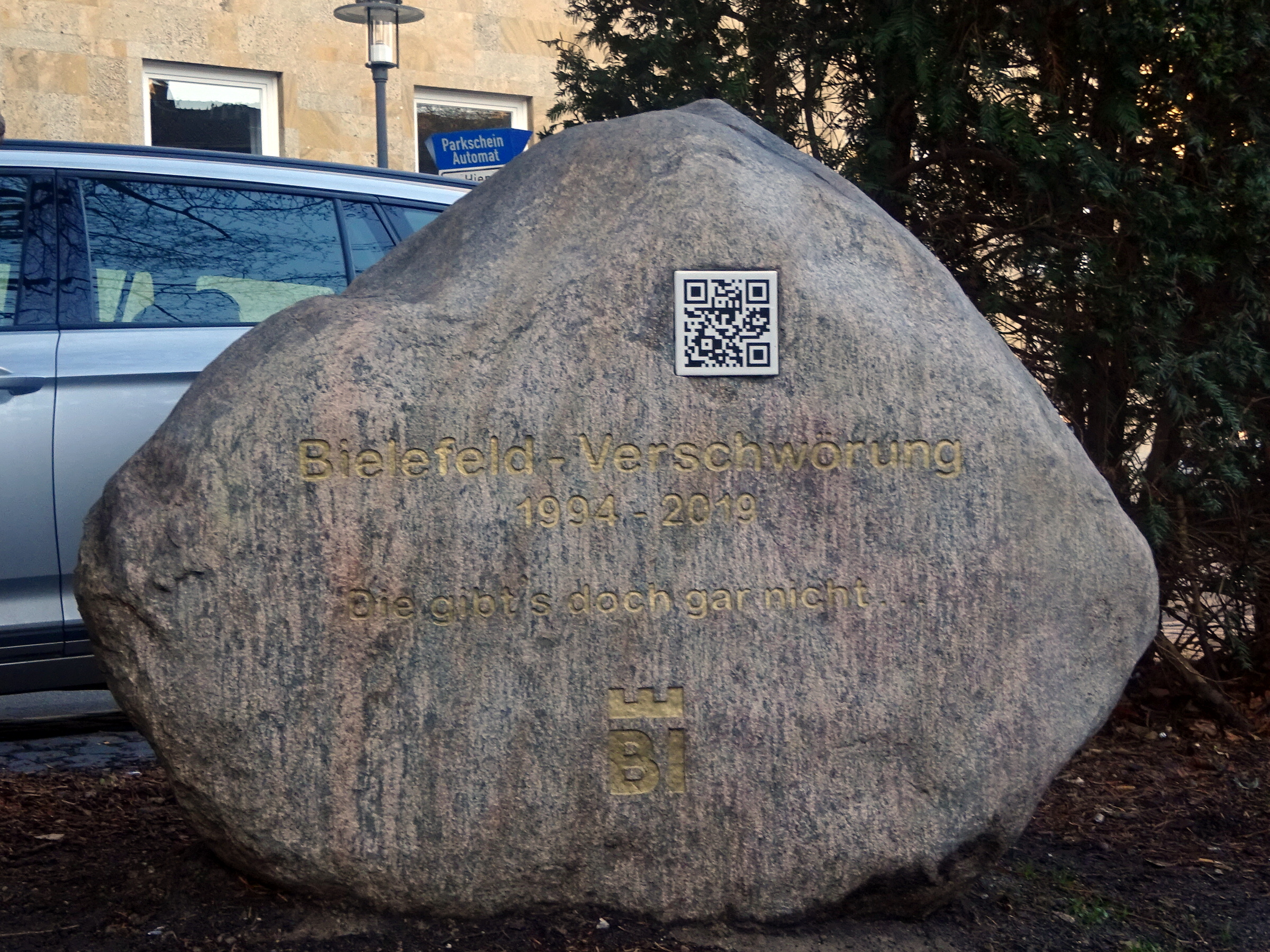
Gedenkstein für das Ende der Bielefeldverschwörung

Die Bielefeld-Verschwörung oder Bielefeldverschwörung ist Gegenstand einer satirischen Verschwörungstheorie, die behauptet, die Stadt Bielefeld gebe es nicht, ihre Existenz werde lediglich überzeugend vorgetäuscht.
Diese Idee erschien erstmals 1994 im deutschsprachigen Usenet, kursiert seither als Dauerwitz im Internet und wurde so Teil der Internetfolklore, die zur Netzkultur gehört. Sie wird als Beispiel genutzt, um die in sich geschlossene unangreifbare Argumentationsstruktur von Verschwörungstheorien aufzuzeigen.

## Inhalt

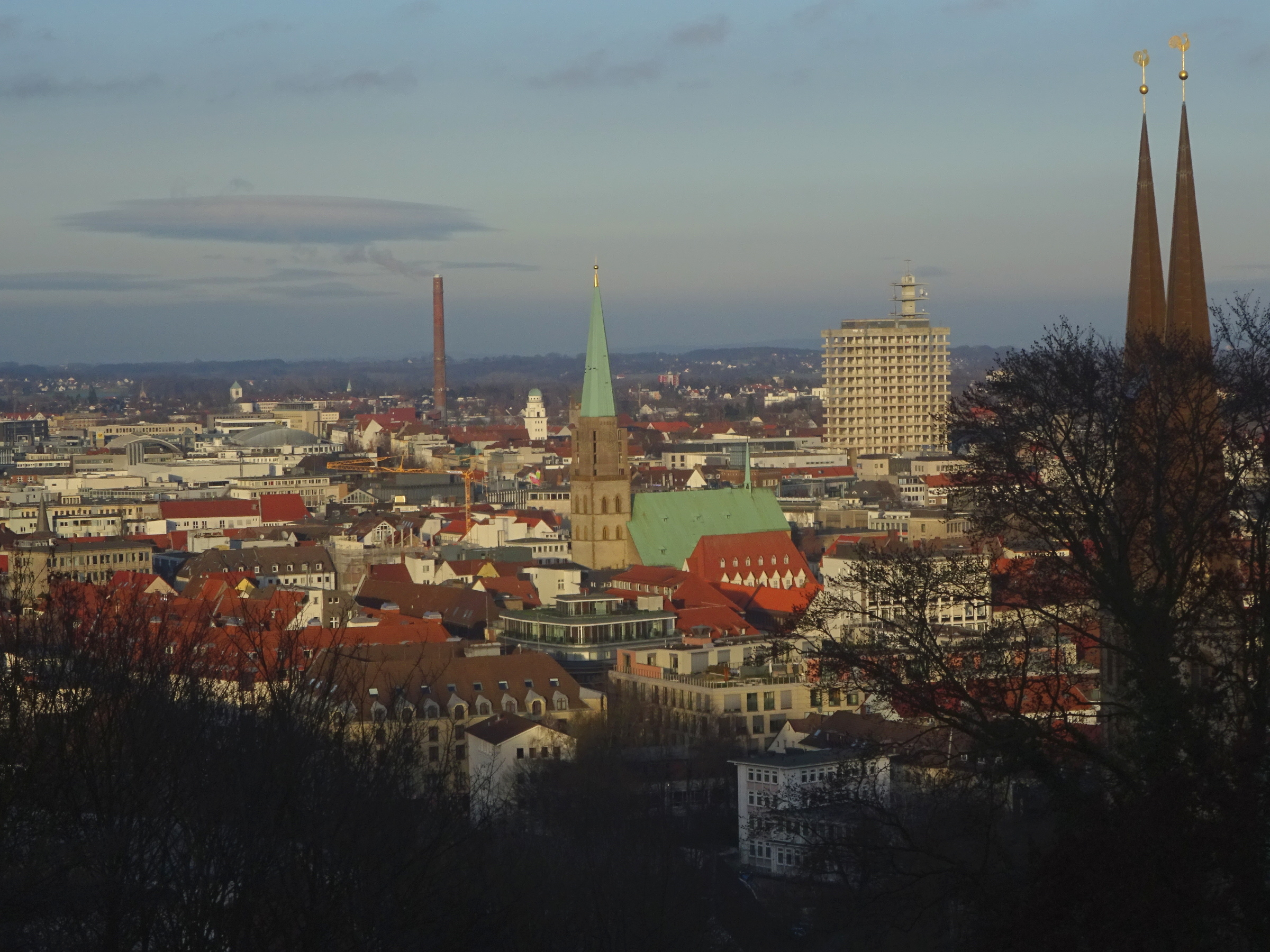
Blick über die Stadt Bielefeld

Die Verschwörungstheorie behauptet, dass die Stadt Bielefeld nicht existiere, sondern sämtliche Hinweise auf ihre Existenz nur Teil und Werk der groß angelegten Bielefeldverschwörung seien. Die Existenz der Stadt Bielefeld werde der Bevölkerung vorgetäuscht, um an dieser Stelle etwas ganz anderes zu verbergen.
Die unbekannten Drahtzieher der Verschwörung werden meist nur geheimnisvoll als „SIE“ (immer in Versalien) bezeichnet. Hinter „IHNEN“ werden beispielsweise die CIA, der Mossad oder Außerirdische vermutet, die ihr Raumschiff als Universität getarnt haben.  Eine Version vermutet an der Stelle der vorgetäuschten Stadt gar den Eingang nach Atlantis.
Sämtliche Fotos aus Bielefeld seien tatsächlich in anderen Städten aufgenommen und teilweise zu einem fiktiven Stadtbild montiert worden. Auch Fahrzeiten von Zügen, die zum Halt auf dem angeblichen Bielefelder Hauptbahnhof erstaunlich wenig Zeit benötigen, werden als Beleg angeführt. Autos mit der Ortskennzeichnung BI auf dem Nummernschild würden auch nur zu Tarnungszwecken auf die Reise durch Deutschland geschickt.

## Ursprung
Auf einer Studentenparty im Jahr 1993 rutschte einem Bekannten des deutschen Informatikers Achim Held, damals Informatikstudent in Kiel, der Satz „Ich glaube, Bielefeld gibt es gar nicht.“ heraus, als ihm jemand aus Bielefeld gegenüberstand und alle Umstehenden erwähnten, noch nie in Bielefeld gewesen zu sein. Die Idee einer entsprechenden Verschwörung wurde im Umfeld von Held weitergesponnen, zu dem auch ein Leser von Esoterikmagazinen gehörte. Eine Rolle spielte hierbei auch, dass im Herbst 1993 die Autobahnabfahrten nach Bielefeld wegen Großbauarbeiten zeitweilig gesperrt waren. Die erste bekannte öffentliche Erwähnung der Bielefeldverschwörung stammt von Held und wurde am 16. Mai 1994 im Usenet in der Newsgroup de.talk.bizarre veröffentlicht. Helds Absicht war es dabei, gängige Verschwörungstheorien ins Lächerliche zu ziehen. Die Auswahl der Stadt war Zufall.
Das ZDF führte zum zehnten Geburtstag der Verschwörungstheorie ein Interview mit Achim Held, in dem er über die Entstehungsgeschichte berichtete.
Zeitweise vermutete Einflüsse wie die 1969 erschienene Geschichte Amerika gibt es nicht von Peter Bichsel, Carl Zuckmayers Drama Der Gesang im Feuerofen von 1950 (Major Mühlstein verabschiedet sich von einem Soldaten der deutschen Heerespolizei: „[…] Wir sehen uns wieder – so Gott will“, und der Soldat antwortet: „Und wenn nich [sic] in dieser Welt, dann vielleicht in Bielefeld.“) oder in Udo Lindenbergs Lied Rätselhaftes Bielefeld (1976, Zitat: „Und sehen wir uns nicht in dieser Welt, dann sehen wir uns in Bielefeld!“) spielten bei der Entstehung der Theorie keine Rolle.

## Rezeption
Im Jahr 2010 erschien ein Film mit dem Titel Die Bielefeld-Verschwörung im Stile eines Agententhrillers auf Basis des Textes von Held, in dem Held selbst mitspielt. Der Film basiert auf dem gleichnamigen Roman von Thomas Walden. Produzenten waren Bielefeld-Marketing und das medienpädagogische Labor der Universität Bielefeld unter Leitung von Thomas Walden und Fabio Magnifico. Gefilmt wurde ab Mai 2009 „in Griechenland und in Bielefeld“. Der Film wurde am 2. Juni 2010 im Cinemaxx Bielefeld uraufgeführt. Der Roman des ersten Teils erhielt 2012 eine Fortsetzung unter dem Titel Drachenzeit in Bielefeld: Aufgabe 2 der Bielefeld Verschwörung. Dieser Roman wurde in sieben Folgen von Mai 2012 bis April 2013 in Bielefeld als Theaterserie gespielt.
Der ebenfalls auf der Bielefeldverschwörung basierende Film Bielefeld – stirb stilvoll wurde am 18. April 2011 in München uraufgeführt. Die Krimikomödie stellt Wahrheit mit Bielefeld gleich. Da es Bielefeld laut der Bielefeldverschwörung nicht gibt, existiere auch keine eindeutige Wahrheit. Gedreht wurde unter Regie von Daniel Mechling mit Mirjam Novak und Cecilia Lanzi ab April 2010 in München.
Der Cartoonist Ralph Ruthe, der in Bielefeld geboren wurde, hat sich des Themas in dem kleinen Video Zeugenschutzprogramm angenommen. In der Fernsehserie Wilsberg des ZDF wurde das Thema in den Episoden Aus Mangel an Beweisen und Die Bielefeld-Verschwörung aufgegriffen. Bundeskanzlerin Angela Merkel erwähnte bei der Verleihung des Deutschen Sozialpreises im November 2012 in Bielefeld geführte Bürger-Gespräche mit dem Nachsatz „… so es denn existiert“ und fügte an: „Ich hatte den Eindruck, ich war da“.
Von der Stadt Bielefeld selbst wird die Bielefeldverschwörung unterschiedlich wahrgenommen. Einerseits schaffen Anfragen in Form von E-Mails einen Bearbeitungsbedarf, andererseits wird das Thema vom Stadtmarketing aufgegriffen. So stand etwa die 800-Jahr-Feier der Stadt 2014 unter dem Motto Das gibt’s doch gar nicht.
Das Theater Bielefeld hat sich des Themas in dem Stück Verschwörer – Wie wirklich ist die Wirklichkeit? von Tobias Rausch angenommen.
Die israelische Regisseurin Sapir Heller kreierte 2015 in einer Münchner Galerie das Das Bieleveld Projekt. In einer multimedialen Installation werden Hintergründe zu den verschiedenen Mythen und Verschwörungstheorien aufgedeckt, die sich um diese Stadt ranken. Bekannte und renommierte Künstler stellen performativ ihre Arbeiten aus, rund um die Frage nach der Existenz und Identität ihrer Heimat. „Nach dem, was Bieleveld wirklich ist. Falls es ist.“
Am 25. Januar 2017 wurde auf Facebook der Ortsname Bielefeld zu „Bielefeldverschwörung“ geändert. Erste Erklärungsversuche des Seitenbetreibers wiesen darauf hin, dass im nutzerbestimmten Teil des Netzwerks ein Konsens zur Umbenennung geherrscht haben müsse, wodurch es zur Umbenennung des Ortsnamens kam. Laut Mimikama seien die Namen Bielefeld und Bielefeldverschwörung in der Datenbank zum Namen Bielefeldverschwörung zusammengefasst worden. Etwas Ähnliches hatte es in der Vergangenheit bereits gegeben, als Germany zu Langenfeld-Thüringen wurde. Kurze Zeit später war der korrekte Name wiederhergestellt.
Im April 2019 kolportierte der Bielefelder Kabarettist Abdelkarim in der ZDF Satiresendung „Die Anstalt“, dass sein Nachbar den Klimawandel mit einem Satz erklärt habe: „Der Klimawandel ist wie Bielefeld – weltbekannt, aber trotzdem sagen viele: gibt’s doch gar nicht.“
Im August 2019 lobte das Stadtmarketing Bielefeld unter dem Namen „Die Bielefeldmillion“ ein Preisgeld in Höhe von einer Million Euro für denjenigen aus, der schlüssige Beweise für die Nichtexistenz der Stadt vorlegen kann. Das Thema wurde weltweit von Medien aufgegriffen und erreichte mehr als 500 Erwähnungen, darunter bei BBC, Radio Canada, The Sydney Morning Herald und in die New York Post. Am 17. September wurde der Wettbewerb für beendet erklärt: Trotz über 2000 Einsendungen aus der ganzen Welt hätte kein Teilnehmer die Nichtexistenz der Stadt beweisen können und das Geld bleibe daher unangetastet. Die Stadt sieht ihre Existenz daher als abschließend erwiesen und die Verschwörung für beendet an. Zum Gedenken an die Bielefeldverschwörung wurde in der Bielefelder Altstadt in der Nähe des Leineweberdenkmals in Anwesenheit von Achim Held ein Findling aufgestellt. Das Landgericht Bielefeld wies eine Klage einer Privatperson auf Auszahlung der Belohnung mit Urteil vom 26. September 2023 (Az. 1 O 181/22) ab. Seinen Beweis der Nichtexistenz begründete der Kläger mit einem Axiom.
Im Jahr 2023 wurde in den Jahrbüchern für Nationalökonomie und Statistik eine statistische Untersuchung zu den amtlichen Einwohnerzahlen der Stadt Bielefeld veröffentlicht. Ein Vergleich der Einwohnerzahlen von 72 Stadtvierteln mit dem Benfordschen Gesetz ergibt statistische Evidenz dafür, dass die Einwohnerzahlen nicht der Benford-Verteilung genügen und damit teilweise fingiert oder manipuliert sein könnten. Allerdings zeigt auch die Analyse der Einwohnerzahlen der 998 größten deutschen Städte erhebliche Abweichungen von der Benford-Verteilung.
Im Jahr 2025 verwiesen die BBC World Service und The New York Times auf die Verschwörung im Zusammenhang mit dem überraschenden Einzug von Arminia Bielefeld in das Finalspiel vom DFB-Pokal. Im Vorfeld dieses Spiels wurden von der Stadt Bielefeld Plakate mit dem Aufdruck Stuttgart gibt's gar nicht in Berlin platziert, ein Hinweis auf die Verschwörung und auf den Endspielgegner VfB Stuttgart.
Im Juni 2025 verwies das Bundesamt für Kartographie und Geodäsie in den sozialen Medien auf die Verschwörung mit einem Meme-post basierend auf der Kinderbuchreihe Conni.